# Cleonymia sardoa
Cleonymia sardoa är en fjärilsart som beskrevs av Turati 1911. Cleonymia sardoa ingår i släktet Cleonymia och familjen nattflyn. Inga underarter finns listade i Catalogue of Life.